# Maybe Next Year
Maybe Next Year è un album registrato dal vivo del cantante belga Milow, associato al DVD Live in Amsterdam e pubblicato nel 2009 in alcuni paesi dell'Europa centrale e successivamente in Francia e Canada nel 2010.

## Tracce
1. Brussels Is On My Side – 3:19
2. The Ride – 3:01
3. Until the Morning Comes – 5:10
4. Canada – 8:32
5. Darkness Ahead and Behind – 3:48
6. One of It – 5:20
7. Out of My Hands – 3:07
8. The Priest – 8:21
9. You Don't Know – 5:38
10. Born in the Eighties – 5:03
11. Ayo Technology – 5:50
12. The End – 3:05

Durata totale: 60:14

## DVD Live in Amsterdam
1. Canada
2. Darkness Ahead and Behind
3. One of It
4. The Priest
5. You Don't Know
6. Born in the Eighties
7. Ayo Technology
8. Launching Ships
9. House by the Creek
10. Dreamers and Renegades

## Singoli
- 2009: Darkness Ahead and Behind (solo in Belgio)[2]
- 2009: One of It (solo nei Paesi Bassi)[3]